# Dirfis
Le Dirfis ou Dirfys (en grec moderne : Δίρφυς / Dírfys, ou Δίρφη / Dírfi selon la nouvelle forme) est une montagne du centre-nord de l'île d'Eubée, à 28 km au nord-est de la ville de Chalcis. Son sommet atteint 1 743 mètres d'altitude, faisant de lui le point culminant de l'île, et le plus élevé des îles grecques en dehors de la Crète. Le Dirfis a donné son nom au dème de Dírfys-Messápia.
Le Dirfis a un relief assez escarpé, principalement sur son côté est, tandis que son côté ouest a une forme conique. Le Dirfis subit de fortes chutes de neige pendant l'hiver, car il est exposé aux courants froids du nord-est.
La flore de la montagne, tout comme la faune, est assez riche et, à haute altitude, présente de grandes forêts de sapins tandis qu'à basse altitude on trouve des châtaigniers, des chênes, des platanes, des pins et divers arbres à feuilles caduques.
Durant l'Antiquité, un ancien sanctuaire d'Héra se trouvait au sommet du Dirfi.

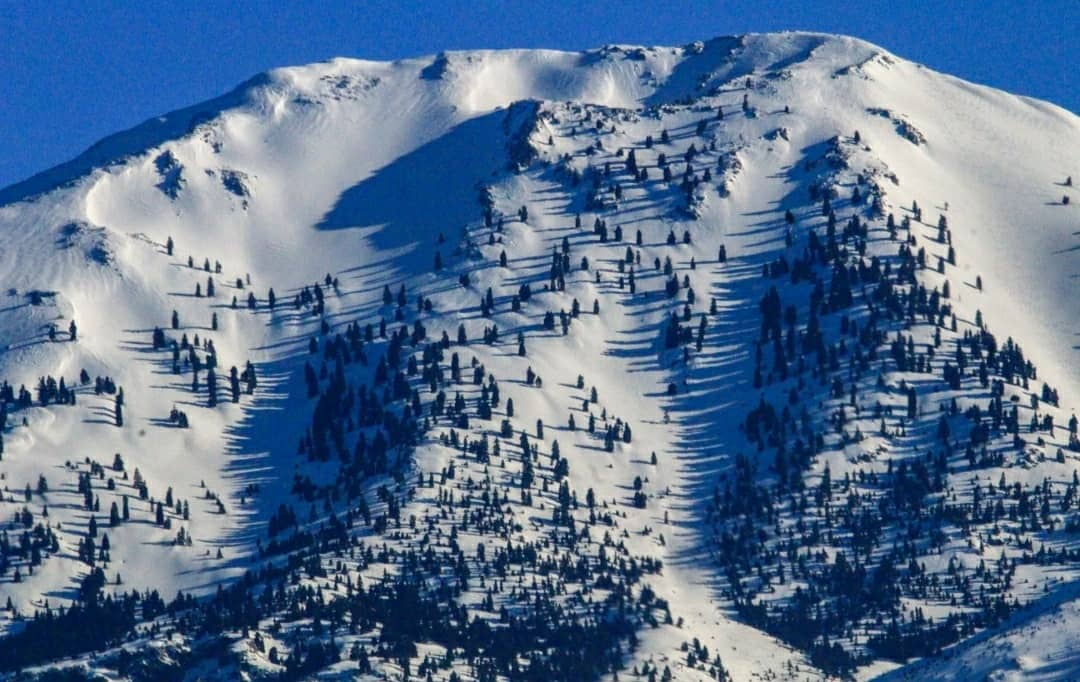